# 2003 YN107
2003 YN107 — невеликий квазісупутник Землі, що рухається в орбітальному резонансі 1:1 із Землею. Він був виявлений в обсерваторії LINEAR. Він зблизився з орбітою Землі 20 грудня 2003 року. Його діаметр дорівнює приблизно 10-30 метрам. Він обертається навколо Сонця по майже круговій орбіті, і в той же час обертається навколо Землі. Рік на 2 003 YN 107 триває 363,847 дня, що близько до земного року..